# Lonicera involucrata
Жимолость покривальна (Lonicera involucrata) — вид рослини родини жимолостеві.

## Будова
Прямостоячий міцний листопадний кущ, помітний своїми парними оранжевими трубкоподібними квітами, оточеними двома серцеподібними приквітками з пурпуровим краєм. Квіти з'являються у пахвах листків. Плід — дві пурпурно-чорні ягоди з приквітками, навколо них, що залишаються і стають червоними. Гілки товсті, гладкі. Листя 12,5 см овальні довгасті, темні згори та світліші знизу. Край листка запушений, середина гладенька.
Нектар квіток жимолості покривальної їдять деякі види колібрі, які переносять пилок на кінчиках дзьобів. Приліт цих птахів в деякі райони збігається з часом цвітіння жимолостей і інших птахозапильних рослин.
Має дві різновидності:
- Lonicera involucrata var. involucrata з точними листками та жовтими квітами
- Lonicera involucrata var. ledebourii (Eschsch.) Jeps. з товстішим листям та оранжевими квітами

## Поширення та середовище існування
Зростає на західному узбережжі Північної Америки: у Північній Мексиці, Каліфорнії, Південній Британській Колумбії, аж до Аляски.

## Практичне використання
Часто використовують як декоративну рослину.

## Галерея

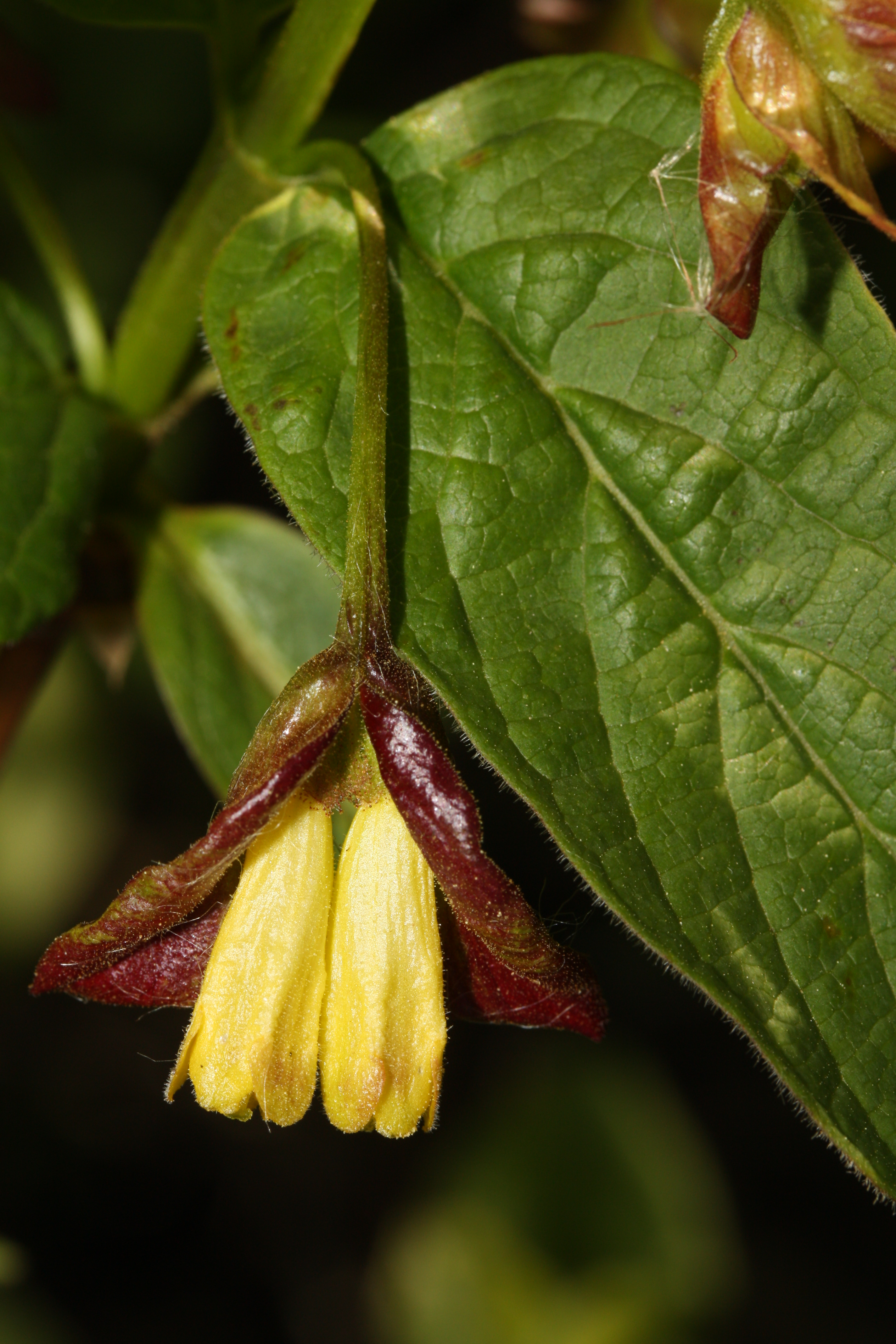
Парні квіти з приквітками (var involucrata)
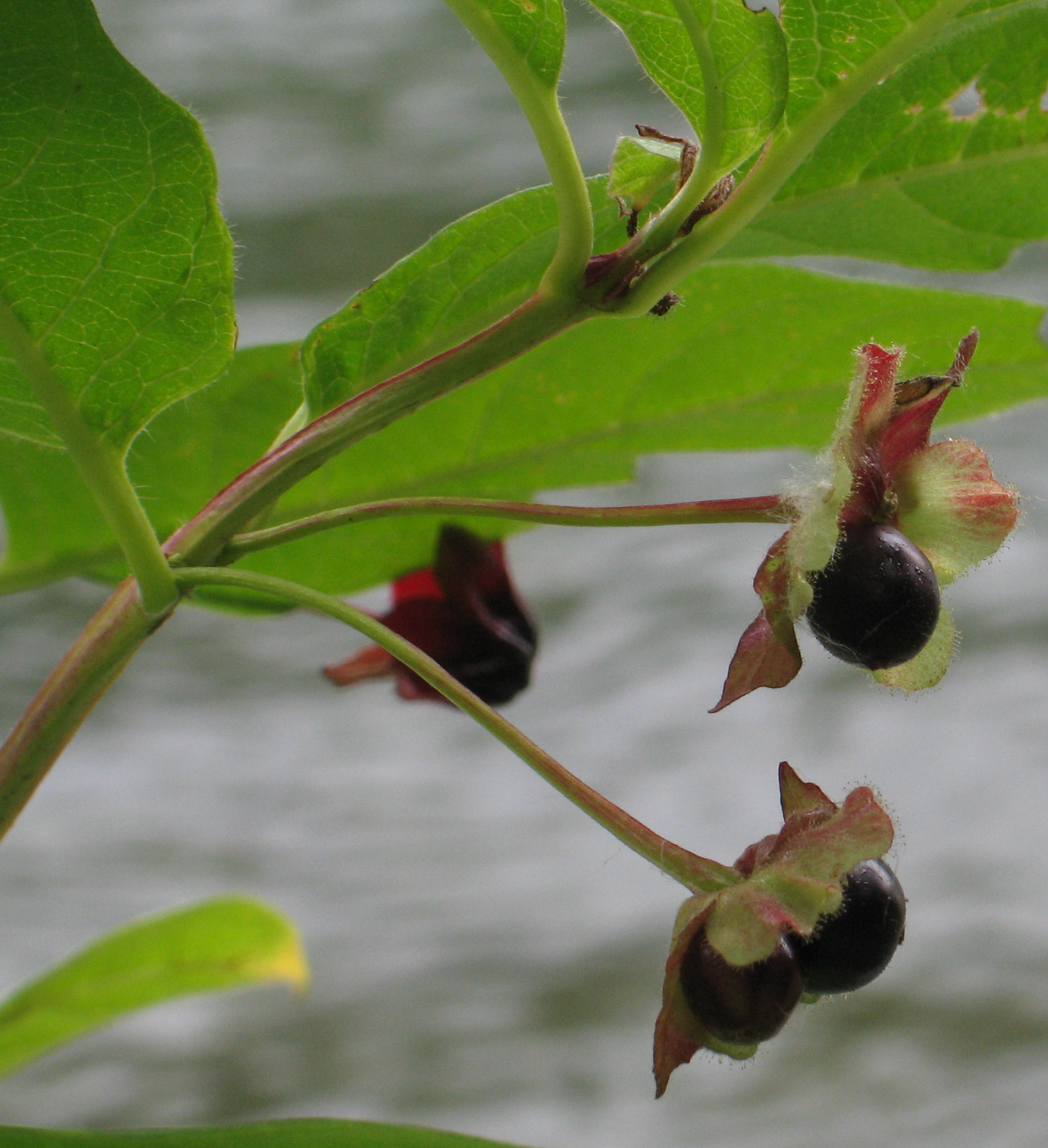
Ягоди
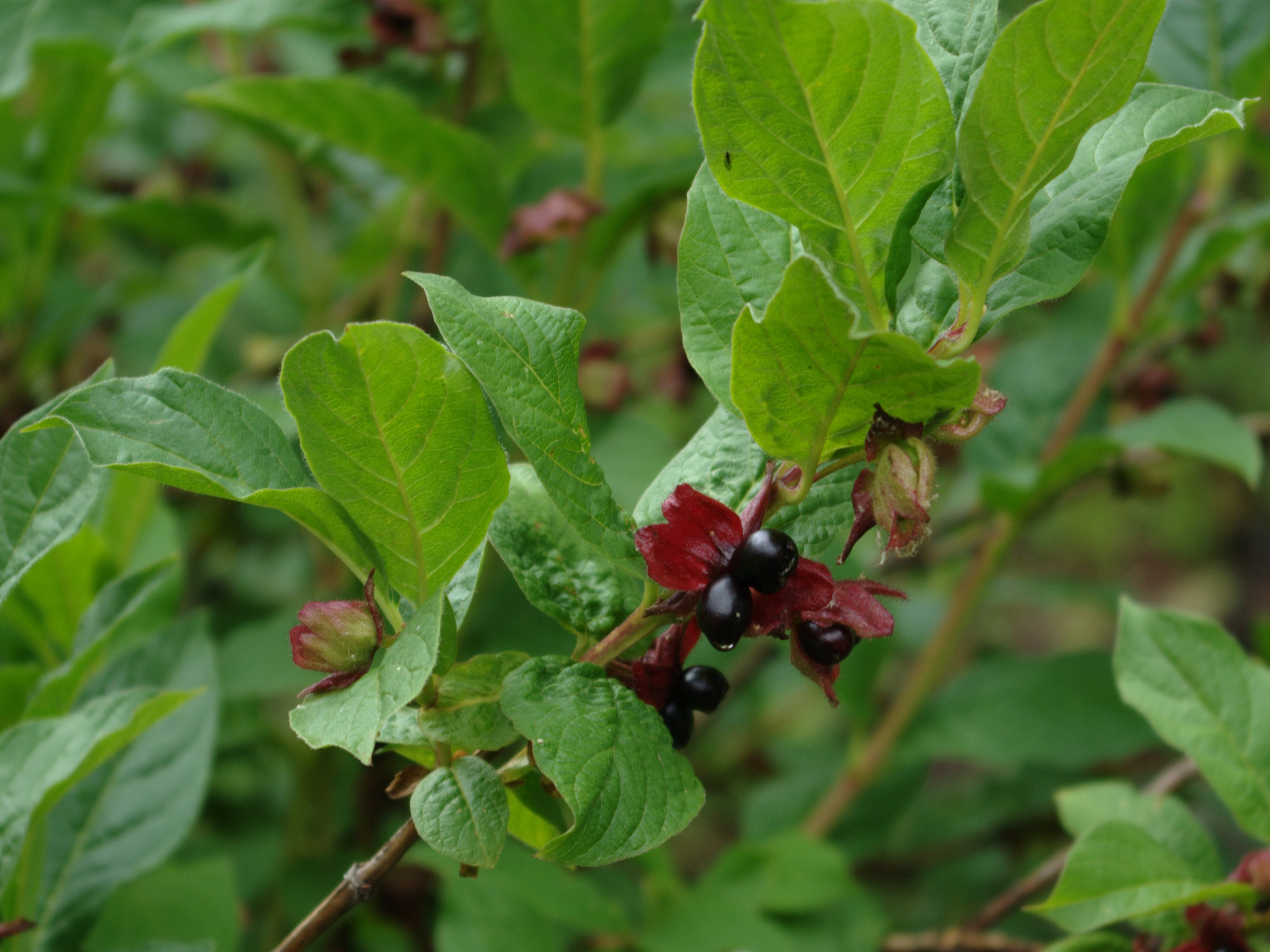
Листя та ягоди
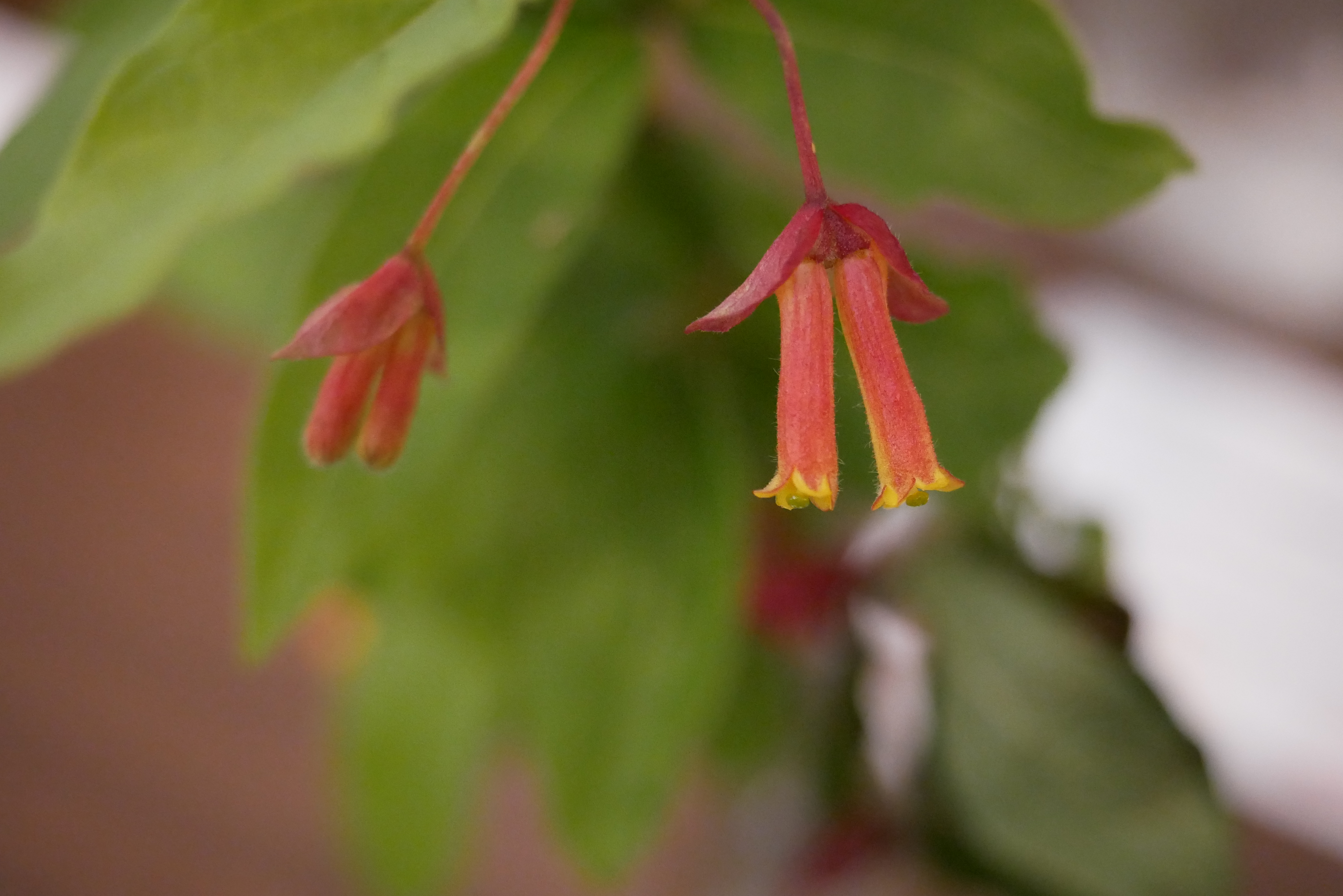
Lonicera involucrata var. ledebourii